# Marta Harnecker
Marta Harnecker Cerdá (1937 – 15 de junho de 2019) foi uma psicóloga, cientista política, escritora e ativista chilena, de ascendência austríaca. 
Ela  própria se definia como uma "educadora popular". Foi  líder estudantil católica, discípula do filósofo Louis Althusser e integrante do governo socialista de Salvador Allende. Casou-se com um dos  líderes da Revolução Cubana (Manuel Piñeiro, o Barba Roja, falecido em 1998 ). A partir de 1974, transferiu-se para Havana, onde foi diretora do Centro de Recuperação e Difusão da Memória Histórica do Movimento Popular Latino-americano. Entre 2002 e 2006, foi conselheira de Hugo Chávez. 
Foi autora de numerosos trabalhos de pesquisa sobre a esquerda latino-americana.  Partilhou sua vida entre o Canadá, onde vivia seu marido, e Cuba, onde morava sua filha, Camila Piñeiro.
Faleceu em 15 de junho de 2019 aos 82 anos de idade.

## Algumas publicações
Em espanhol
- 2008. Reconstruyendo la izquierda. Sociología y política. Siglo XXI, 198 pp. ISBN 968232744X Disponível online

- 2008. Transfiriendo poder a la gente: municipio Torres, estado Lara, Venezuela. Vol 2 da Coleção Haciendo camino al andar. Centro Internacional Miranda, 170 pp. ISBN 9807050065

- 2007. Los conceptos elementales del materialismo histórico. 66ª ed. Siglo XXI, 296 pp. ISBN 9682315808 Disponível online

- 2007. Rebuilding the Left. G - Reference, Information and Interdisciplinary Subjects Series. Zed Books, 168 pp. ISBN 1842772570 Disponível online

- 2007. El sistema político yugoslavo: selección de textos de Marta Harnecker ... [et al.]. Centro Internacional Miranda, 147 pp. ISBN 9807050081

- 2005. Venezuela: una revolución sui generis. Ciencias sociales. Plaza y Valdes, 177 pp. ISBN 9707224975

- 2003. Venezuela, militares junto al pueblo. Vol. 6 de Textos inquietos.  El Viejo Topo, 229 pp. ISBN 8495776707 Disponível online

- 2003. Sin tierra: construyendo movimiento social. Biblioteca Marta Harnecker.  Siglo XXI de España, 303 pp. ISBN 8432310891

- 2003. Militares junto al pueblo: entrevistas a nueve comandantes venezolanos que protagonizaron la gesta de abril de 2002.  Vadell Hermanos, 317 pp. ISBN 9802123439

- 2002. Hugo Chávez Frías: un hombre, un pueblo. Ediciones políticas. Política / Editorial de Ciencias Sociales. Biblioteca Pensadores Latinoamericanos. Vol  53 de Gakoa Liburuak. Autores: Hugo Chávez Frías, Marta Harnecker. 2ª ed. Editorial de Ciencias Sociales, 195 pp.

- 1999. Haciendo posible lo imposible: la izquierda en el umbral del siglo XXI. El Mundo del Siglo XXI; ed  ilustrada. Siglo XXI, 429 pp. ISBN 9682321875 Disponível online

- 1995. El sueño era posible. Col.  Sin norte: Serie Historia oral.  Lom, 300 pp. ISBN 0010040013 Disponível online

- 1990. América Latina: izquierda y crisis actual. Sociología y política. Editor Siglo XXI, 305 pp. ISBN 9682316359 Disponível online

- 1986. Que es la sociedad. Colección la Cultura Al Pueblo Series. Volumen 2 de Colección Tiempo Presente. Vol. 1 da Serie Cuadernos Educación popular, col. ABC;  ed. ilustrada.  Nuestro Tiempo, 212 pp. ISBN 968427131X

Em português
- 1999: Haciendo posible lo imposible: La izquierda en el umbral del siglo XXI, Siglo Veintiuno, 429 páginas. ISBN 968-23-2187-5
- 1990: América Latina, izquerda y crisis actual: Izquierda y crisis actual, Siglo Veintiuno, 305 páginas. ISBN 968-23-1635-9
- 1986: La Revolución Social: Lenin y América Latina, Siglo Veintiuno, 307 páginas. ISBN:968-23-1385-6
- 1978: O Capital: Conceitos Fundamentais. Global, 206 págs.
- 1969: Os Conceitos Elementares do Materialismo Histórico. Global, 296 págs.

## Ligações  externas
- Artigos de Marta Harnecker no site Aporrea
- Biografia e textos de  Marta Harnecker.
- Obras completas de Marta Harnecker, no site Rebelion.org